# Smolenskoje (Region Altai)
Smolenskoje (russisch Смоле́нское) ist ein Dorf (selo) in der Region Altai (Russland) mit 8985 Einwohnern (Stand 14. Oktober 2010).

## Geographie
Der Ort liegt knapp 150 km Luftlinie südöstlich des Regionsverwaltungszentrums Barnaul und 30 km südsüdwestlich von Bijsk in der Voraltaiebene (Predaltaiskaja rawnina) an der Einmündung der Poperetschnaja in den linken Ob-Nebenfluss Pestschanaja.
Smolenskoje ist Verwaltungssitz des Rajons Smolenski sowie Sitz der Landgemeinde Smolenski selsowet, zu der neben dem Dorf Smolenskoje noch die Dörfer Leninskoje und Perwomaiskoje gehören.

## Geschichte
Das Dorf wurde 1759 gegründet und 1924 Zentrum eines Rajons.

### Bevölkerungsentwicklung
| Jahr | Einwohner |
| ---- | --------- |
| 1939 | 6801      |
| 1959 | 5365      |
| 1970 | 6924      |
| 1979 | 8254      |
| 1989 | 9475      |
| 2002 | 9506      |
| 2010 | 8985      |

Anmerkung: Volkszählungsdaten

## Verkehr
Der Ort liegt an der Regionalstraße R368, die Bijsk, wo sich die nächstgelegene Bahnstation befindet, mit dem 35 km südlich von Smolenskoje an Rande der Berge des Altai befindlichen Kurort Belokuricha verbindet.